# 阿富汗內戰 (1996年—2001年)
阿富汗內戰是由阿富汗伊斯蘭國之殘部北方聯盟與塔利班建立的阿富汗伊斯蘭酋長國之間的內戰。自1996年塔利班攻陷喀布爾至2001年九一一襲擊事件之前，北方聯盟控制著阿富汗約三成領土，包括潘杰希爾省、巴達赫尚省、卡比薩省、塔哈爾省、帕爾旺省、庫納爾省、努里斯坦省、拉格曼省及昆都士省的一部分。北方聯盟的主要由三個阿富汗少數民族所主導，首先是塔吉克族，他們佔阿富汗人口的27%，阿富汗的第二大民族，之後是哈扎拉族和烏茲別克族，他們各佔阿富汗人口的9%。北方聯盟將很多互相敵對的阿富汗斯坦的軍事派別聯合了起來，共同抵抗塔利班。
塔利班夺权后，使原本不少敌对的派系有了共同敌人。1996年9月28日，塔利班将前阿富汗人民民主党总书记穆罕默德·纳吉布拉从联合国驻喀布尔办事处中带出施加酷刑处死，并将尸体吊在卡车上示众。同年10月9日，前政府军国防部长艾哈迈德·沙阿·马苏德领导的主要由塔吉克斯坦人组成的前政府军武装、与乌兹别克斯坦武装和伊斯兰党武装签署一份共同对抗塔利班的协议，成立阿富汗“最高防御委员会”，成立反塔利班的北方联盟。协议规定如果任何一方受到塔利班攻击，其它派系应给予支持。北方联盟总兵力约6万人，其地是在东北部的潘杰希尔山谷。然而由于内部派系本身的矛盾，使联盟的作用很少，在战事上常常失利。 
1998年4月17日，在美国总统特使、驻联合国大使比尔·理查森斡旋下，双方同意停火，并在4月27日的联合国和伊斯兰会议的主持下，在伊斯兰堡举行会谈。由于双方存在严重分歧，会谈很快便破裂，双方重新交战，发起进攻。1998年8月8日，塔利班占领阿富汗北部最大城市马扎里沙里夫。1999年7月28日，已控制近90%领土的塔利班向北方联盟发起大规模进攻，意图取得阿富汗的完全控制权，以换得国际社会的承认，并夺取了北方联盟的战略重地巴格兰空军基地，不过联盟很快便发动反攻，收复几乎所有失地。2000年5月10日在沙特阿拉伯吉达举行的会谈中，双方达成停火协议，同意交还战俘。但在9月，双方又发生激战，塔利班夺取了塔卢坎，但很快被马苏德指挥的军队夺回。2001年，在美国、英国、加拿大等北约国家的支持下，北方联盟成功地从塔利班手中夺回了大部分阿富汗斯坦领土，建立了新的阿富汗伊斯兰共和国。